# Grad kralja Ivana brez dežele, Limerick
Grad kralja Ivana brez dežele (irsko Caisleán Luimnigh, angleško King John's Castle) je ob reki Shannon na Kraljevem otoku v Limericku na Irskem.
Do danes so se od gradu ohranili stolpi, obzidje in utrdbe, ki so ena  glavnih turističnih zanimivosti Limericka. Na dvorišču gradu so rekonstruirali vikinške naselbine, katerih ostanke so odkrili pri obnovi gradu leta 1900

## Zgodovina
Prvo stalno utrjeno naselbino na Kraljevem otoku (Inis Sibhtonnu) je ustanovil vikinški kralj Thormodr Helgason leta 922. Uporabljal jo je kot izhodišče za svoje roparske pohode vzdolž reke Shannon. Leta 937 so se Vikingi iz Limericka spopadli s tistimi iz Dublina na jezeru Lough Ree in bili poraženi. Drugič so bili poraženi leta 943, ko jih je premagala združena vojska poglavarja klana Dalcassian in kralja Munstra Ceallachana. Vikingi so morali po porazu klanom plačevati dajatve. Vikingi iz Limericka si niso po tem porazu nikoli opomogli, njihova moč pa je upadla na raven majhnega klana, ki pa je v stoletjih še večkrat odigral ključno vlogo v bojih za oblast na tem območju. 
S prihodom Anglo-Normanov v letu 1172 so se razmere precej spremenile. Leta 1174 je Domhnall Mor O'Brien mesto Limerick požgal do tal, da ne bi padlo v roke novim osvajalcem. Leta 1195 so Anglo-Normani pod vodstvom Janeza brez dežele, gospodarja Irske, zasedli širše območje mesta. Po lokalni legendi naj bi mesto svoj mestni statut in prvega župana dobilo leta 1197. Tega leta je župan Limericka postal Adam Sarvant. Grad naj bi zgradili na ukaz Janeza brez dežele in ga imenovali njemu v čast. Dokončan naj bi bil okoli leta 1200, Janez pa v njem ni nikoli prebival. 
Po vzpostavitvi miru in normanske nadoblasti je Limerick začel pridobivati ugled in se širiti kot trgovsko središče in pristaniško mesto. Delil se je na dva dela: angleško mesto na Kraljevem otoku ter naselbino, imenovano irsko mesto, ki se je razvilo na južnem bregu reke Shannon. 
Obzidje gradu je bilo močno poškodovano med prvim od petih obleganj tega mesta v 17. stoletju: pri obleganju Limericka leta 1642. Istega leta so v gradu našli zatočišče protestanti, ki so bili preganjani med irsko vstajo leta 1641. Irske konfederacijske sile pod vodstvom Garreta Barryja so zato začele oblegati grad. Po neuspešnem obleganju so irski uporniki ob pomanjkanju artilerije zrušili obzidje tako, da so mu spodkopali temelje. Obleganci so se vdali tik pred tem, ko se je obzidje zrušilo. Kasneje so poškodovani del obzidja povsem odstranili.

## Obnova 2013
Med letoma 2011 in 2013 so grad preoblikovali, pri čemer so 5,7 milijona EUR porabili za nov center za obiskovalce, interaktivno razstavo z računalniškimi animacijami in kavarno s pogledom na dvorišče in reko.